# لی آلوین دوبریج
 لی آلوین دوبریج (انگلیسی: Lee Alvin DuBridge؛ زاده ۲۱ سپتامبر ۱۹۰۱ درگذشته ۲۳ ژانویهٔ ۱۹۹۴) یک دانشمند اهل ایالات متحده آمریکا بود.